# サイラス・シモンズ

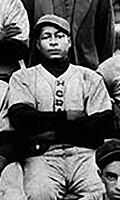
サイラス・シモンズ

サイラス・シモンズ（英: Silas Joseph "Si" Simmons、1895年10月14日 - 2006年10月29日）は、1910年代から1920年代にアメリカ合衆国のニグロリーグで活躍していた野球選手。主なポジションは投手、外野手。左投げ。デラウェア州ミドルタウン生まれ。プロ野球選手では最高齢となる111歳まで生きた。

## 来歴・人物
シモンズは少年期をフィラデルフィアですごし、街の広場でよくスティックボールで遊んでいた野球好きの少年だった。1912年、17歳の時に地元にあったジャーマンタウン・ブルーリボンズというセミプロチームに入団し野球を始めた。当時1試合投げるごとに10ドル前後の報酬をもらう、という契約で投げていた。体格に恵まれていたわけではなかったが、「カーブと直球は充分通用していた」と本人が語っているように、速球と変化球のコンビネーションを主体とする投球スタイルだったようである。また当時の報道によれば「1ゲームの中で1本か2本のヒットを打たれる間に、10以上の三振をコンスタントに取れる」と評されており、奪三振率がかなり高い投手だったことが推察される。
ニグロリーグには少なくとも1929年頃まで出場していたことがわかっているが、現役中の経歴については断片的にしかわかっていない。スポーツ記事などから、シモンズの経歴について判明しているのは以下のような事柄である。
- 1913年にホームステッド・グレイズの一員であったこと。
- 1915年6月26日、ブルーリボンズがブロードストリート・ステーションの野球チームに12-0で勝利した試合で、16三振を奪う好投を見せたこと。
- 1915年9月15日にブルーリボンズが行った試合で好投したこと。
- 1910年代後半に第一次世界大戦で従軍し、火薬の搬送を行っていたこと。
- 1926年、ニューヨーク・リンカーン・ジャイアンツで救援投手として試合に出ていたこと。
- 1929年、キューバン・スターズから試合に出ていたこと。

また所属したチームに関しても、球歴の中でいくつも球団を渡り歩いていたらしく、全て判明しているわけではない。本人の証言に基づけば、彼は当時のニグロリーグにおける何人かの名選手（ジョン・ヘンリー・ロイド、ビズ・マッキー、ジュディ・ジョンソンなど）と同じチームに所属していた、ということがわかっている程度である。また自ら選手として試合に出る一方で、シモンズは暇を見つけてはメジャーリーグの試合をよく見に行っていたという。
野球選手を引退した後、第二次世界大戦にも弾薬の搬送係として再度従軍し、戦後は一時期ニュージャージー州のデパートで課長補佐をしていた。この頃、ドジャーズと契約する前のジャッキー・ロビンソンとも一緒に食事を取ったことがあったという。

### 彼は生きていた
野球選手を引退した後、シモンズ自身が自分の経歴について多くを語らなかったこともあり、彼が100歳を過ぎて存命していることは野球史研究家の間でも長い間知られていなかった。2005年秋になって、ニューイングランドの歴史家デヴィッド・アレン・ランバートの手により、シモンズがなおフロリダ州セントピーターズバーグの療養所で健在であったことが判明したが、療養所で彼の介護をしていた担当者でさえ、シモンズのことを『小さなカラーテレビで、タンパベイ・デビルレイズの試合をずっと熱心に見ている野球好きのおじいちゃん』程度にしか思っていなかったという。
発見後、テキサスのニグロリーグ研究家のレイトン・リーヴェルがシモンズにインタビューを行った。シモンズは名選手たちと野球をやっていた当時のことを楽しそうに語ったという。リーヴェルは2006年にシモンズの111歳の誕生日を祝う催しを盛大に行い、かつてのニグロリーガー約40名を含む、およそ300人がお祝いに訪れた。タンパベイ・デビルレイズは背中にシモンズの名前と『背番号111』が縫い付けられたジャージを、また現地のメーカーは、シモンズが野球を始めた1913年当時のホームステッド・グレイズの復刻ユニフォームをシモンズに贈呈した。アメリカ野球殿堂入りした名選手のモンテ・アーヴィンは、自らの体調の悪さから訪問は実現できなかったものの、「彼の存在が世間に知られるようになったことがとても嬉しい」というコメントを残した。
110歳を過ぎてから脚光を浴びてそれまでの静かな人生が一変したからか、シモンズは急速に体調を崩し始める。死の前日、シモンズは介護担当者に「満ち足りた人生だった。私は疲れた、もうすぐ（天国に）行くよ」と話したという。10月29日午前11時45分、サイラス・シモンズは「111歳15日」の生涯を終えた。

## 所属球団
- ホームステッド・グレイズ（1913年頃）
- ニューヨーク・リンカーン・ジャイアンツ（1926年頃）
- キューバン・スターズ（1929年頃）